# Дыбравино
Дыбравино (болг. Дъбравино) — село в Болгарии. Находится в Варненской области, входит в общину Аврен. Население составляет 1 453 человека.

## Политическая ситуация
В местном кметстве Дыбравино, в состав которого входит Дыбравино, должность кмета (старосты) исполняет Атанас Иванов Атанасов (Граждане за европейское развитие Болгарии (ГЕРБ)) по результатам выборов.
Кмет (мэр) общины Аврен — Красимир Христов Тодоров (коалиция в составе 2 партий: Национальное движение «Симеон Второй» (НДСВ), Болгарская социал-демократия (БСД)) по результатам выборов.